# الجبانة (حبيش)

تعديل مصدري - تعديل

الجبانة هي إحدى قرى عزلة السلق بمديرية حبيش التابعة لمحافظة إب، بلغ تعداد سكانها 856 نسمة حسب تعداد اليمن لعام 2004.